# Oberalm
Oberalm è un comune austriaco di 4 287 abitanti nel distretto di Hallein, nel Salisburghese; ha lo status di comune mercato (Marktgemeinde). Tra il 1939 e il 1952 è stato accorpato alla città di Hallein.

## Monumenti e luoghi d'interesse
- Castel Winkl
- Castello di Kahlsperg